# Ezzat Jadoua
Salman Mesbeh (Doha, 16 gennaio 1983) è un calciatore qatariota, difensore dell'Al-Mu'aidar.